# The Code Project
The Code Project，是一個免費公開來源碼的程式設計網站，主要的使用者是Windows平台上的電腦程式設計人員。每一篇文章幾乎都附有來源碼（src）和例子（demo）下載。

## 語言
The Code Project 包含下列語言的文章與程式碼：
- C／C++（特別是 MFC）
- C#
- Visual Basic
- ASP
- AJAX
- SQL

## 外部連結
- The Code Project（页面存档备份，存于）